# Placa de gotas

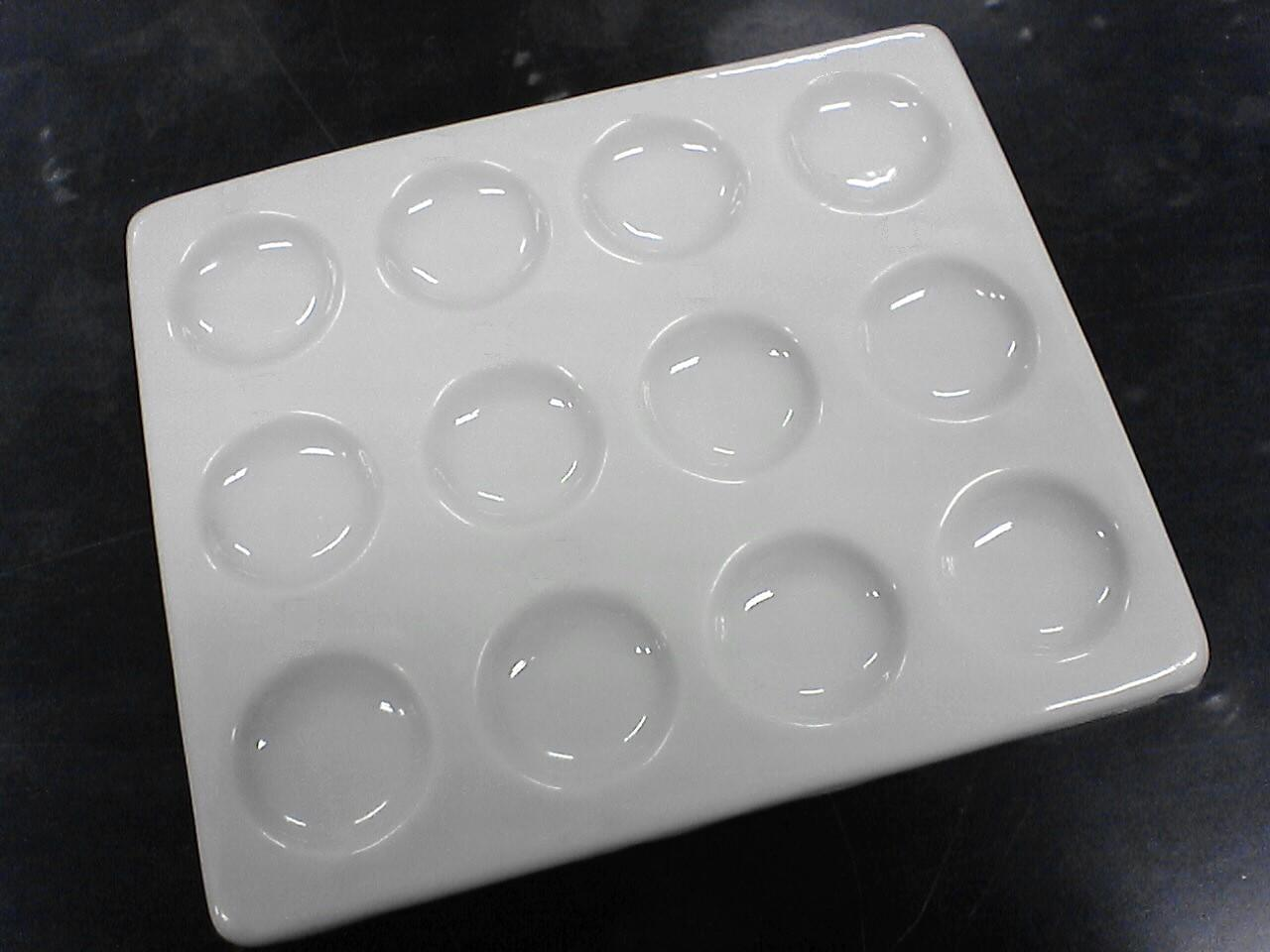
Placa de gotas de porcelana

Una placa de gotas, también llamada placa de ensayos a la gota de color, es un objeto que forma parte del equipamiento de laboratorio, generalmente fabricado en cerámica aunque también puede ser de plástico u otro tipo de material. Cada placa consta de varias depresiones cóncavas, denominadas pocillos,  en las que se puede colocar pequeñas cantidades de reactivos (unas pocas gotas, de ahí su nombre).  El número de pocillos en cada placa varía de 12 a 24 pocillos, aunque también se fabrican con un número mayor o menor de ellos. Esto permite realizar múltiples ensayos a la vez. Las placas pueden variar en tamaño, color, diámetro y profundidad de cavidad. Por lo general, son de color blanco, lo que permite observar fácilmente los cambios de reacción y de color. Las placas de porcelana se consideran reutilizables, más fuertes, altamente resistentes a las acciones de productos químicos concentrados y también autoclavables . Las placas de puntos transparentes se utilizan para observar reacciones de color con luz transmitida. 

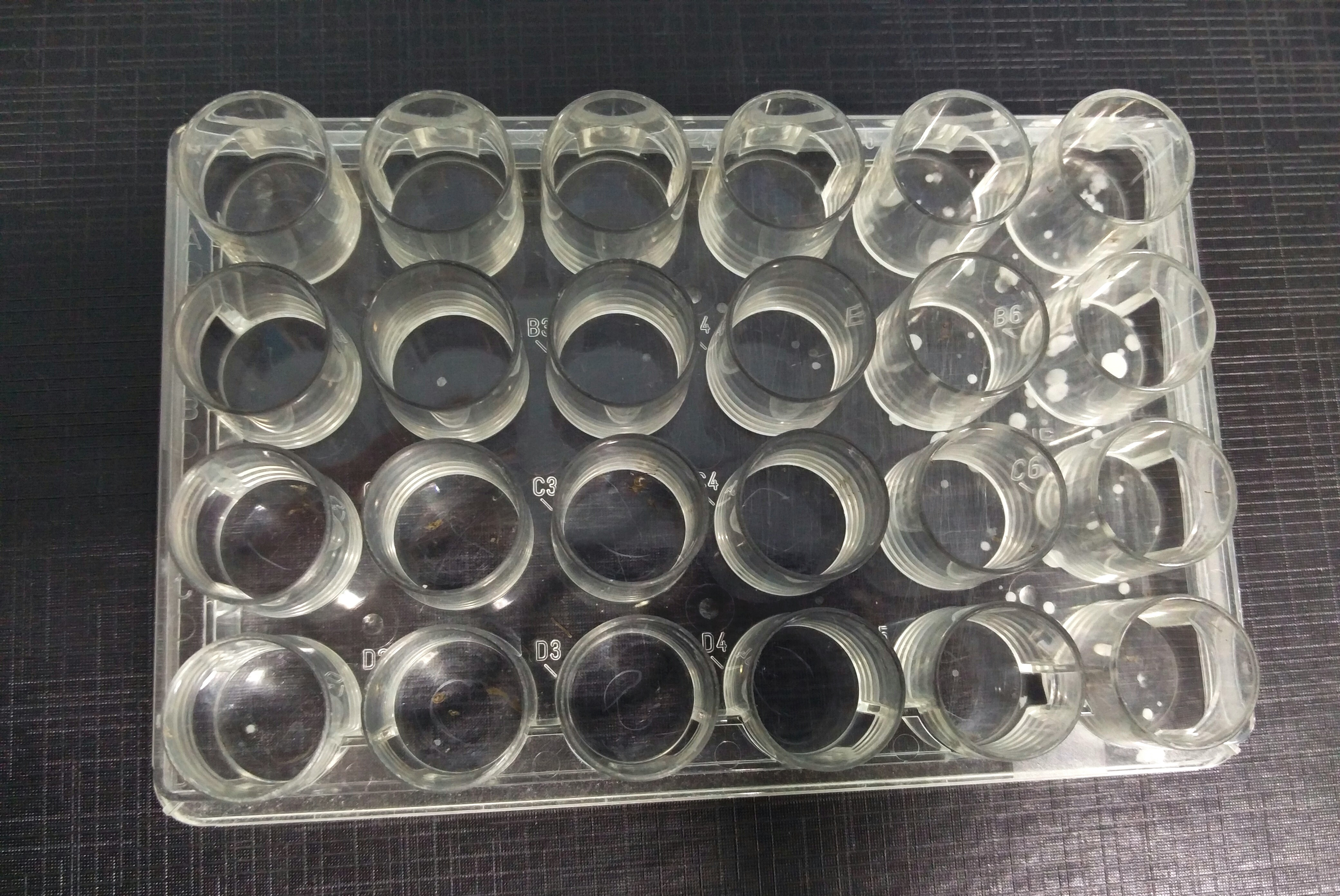
Placa de gotas de PVC  (pocillos grandes)
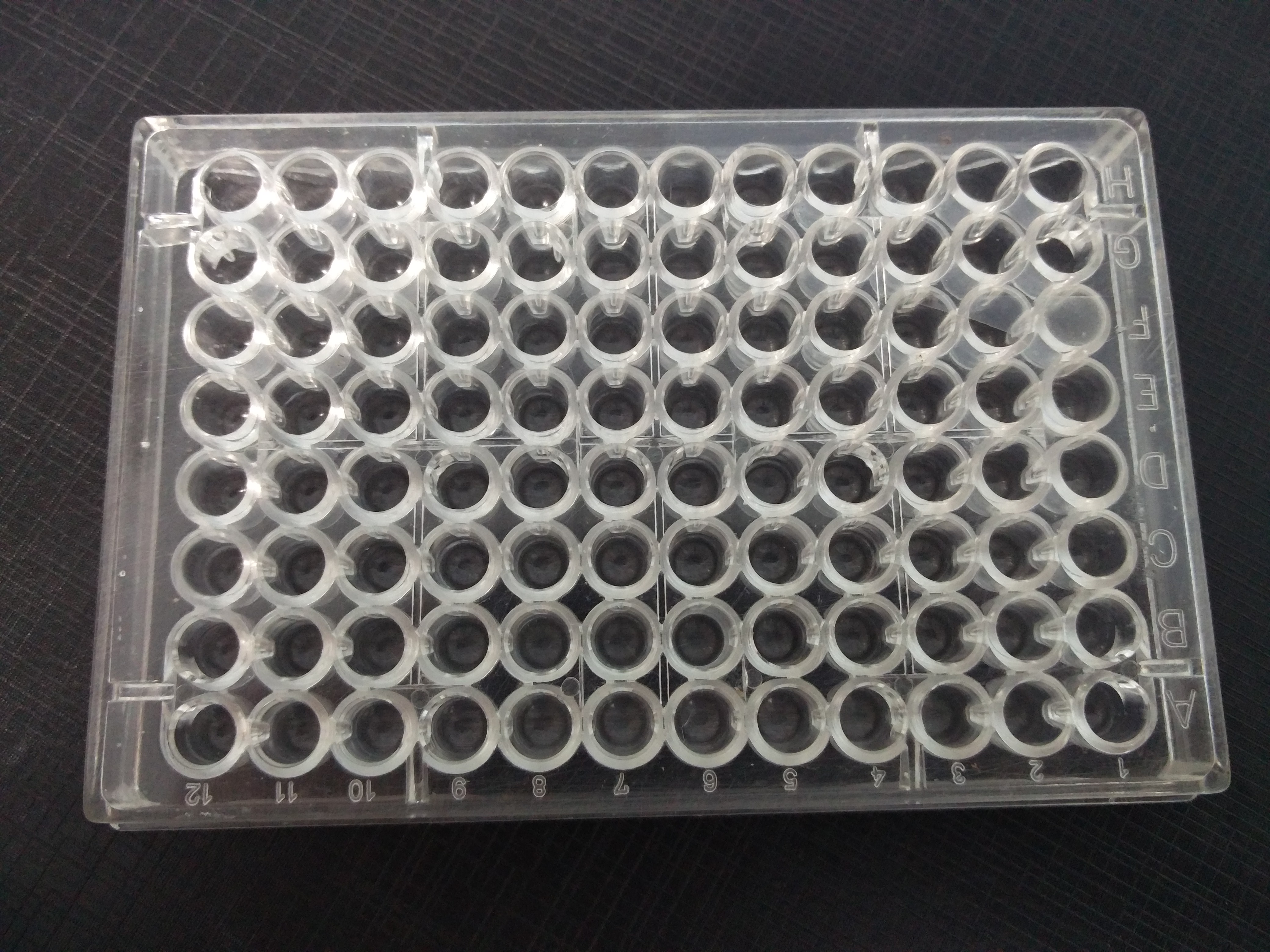
Placa de gotas de  PVC  (pocillos pequeños)
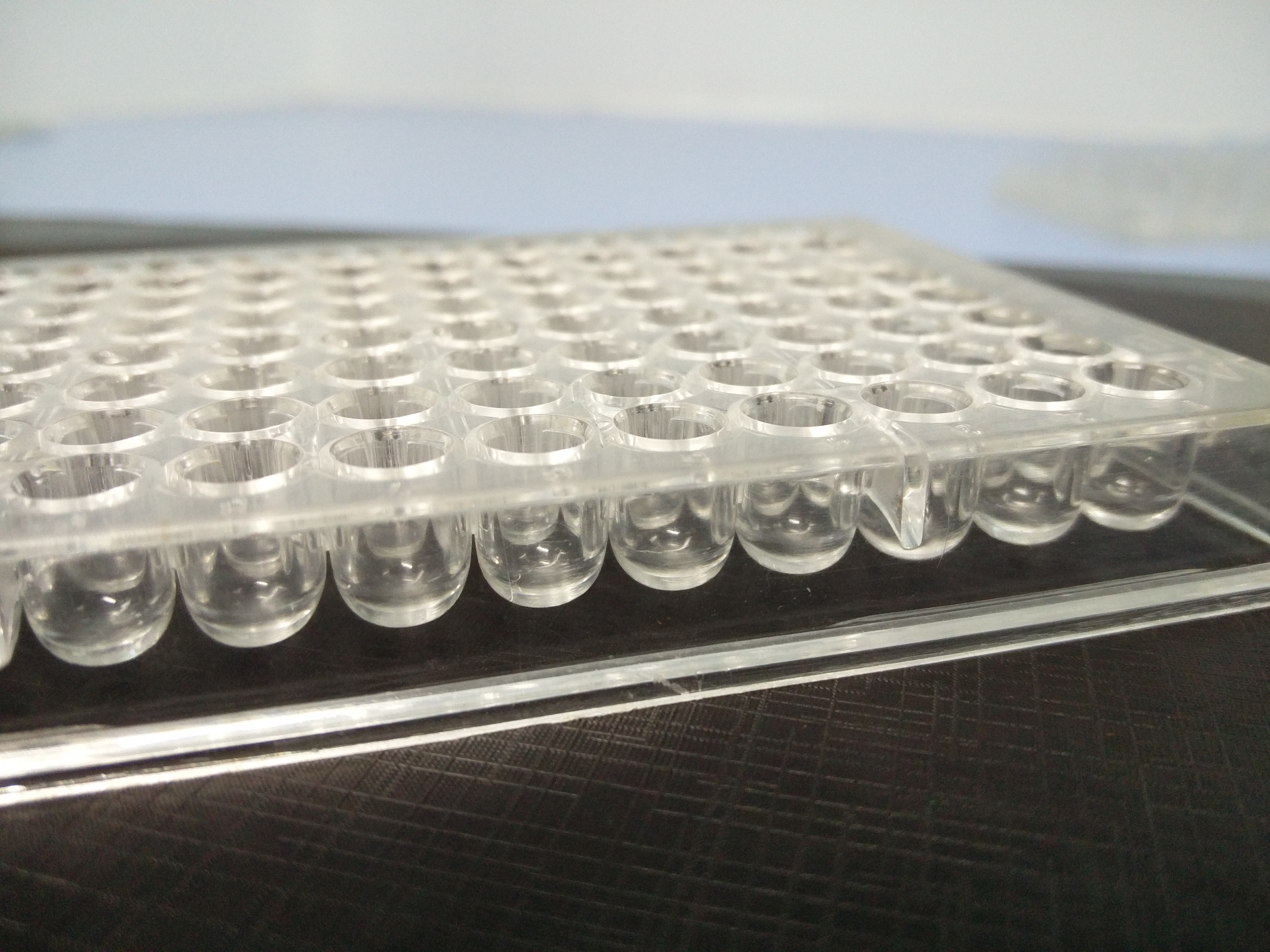
Placa de gotas de PVC  (vista lateral)